# Emilio Vergara y Echeverz
Emilio Vergara y Echeverz; (Colina, 1841 - Talca, 1911). Abogado y político liberal chileno. Hijo de José María de Vergara y Albano y María del Carmen Echeverz y Cuevas. Hermano de José Francisco Vergara, político y fundador de Viña del Mar.  Contrajo matrimonio con Elena Guerrero Vergara.

## Actividades profesionales
Educado en el Instituto Nacional y el los Sagrados Corazones de Valparaíso. En la Facultad de Derecho de la Universidad de Chile, obtuvo el título de abogado.
Se dedicó a la agricultura, explotando un fundo en la zona del Maule. 

## Actividades políticas
Miembro del Partido Liberal Democrático. 
Elegido Alcalde de la Municipalidad de Talca (1891-1894), siendo el primer alcalde elegido con la nueva Ley de Comuna Autónoma. 